# Olimpijska reprezentacja uchodźców na Letnich Igrzyskach Olimpijskich 2020
Reprezentacja uchodźców na XXXII Letnich Igrzyskach Olimpijskich w Tokio składała się z 29  zawodników (19 mężczyzn i 10 kobiet) pochodzących z 11 krajów, rywalizujących w 12 dyscyplinach. Był to drugi start reprezentacji uchodźców na letnich igrzyskach olimpijskich.

## Skład kadry

### Badminton
| Zawodnik     | Konkurencja        | Faza grupowa               | Faza grupowa                    | Faza grupowa     | Pozycja | 1/8              | Ćwierćfinały     | Półfinały        | Finał            | Finał   | Źródło            |
| Zawodnik     | Konkurencja        | Przeciwnik Wynik           | Przeciwnik Wynik                | Przeciwnik Wynik | Pozycja | Przeciwnik Wynik | Przeciwnik Wynik | Przeciwnik Wynik | Przeciwnik Wynik | Pozycja | Źródło            |
| ------------ | ------------------ | -------------------------- | ------------------------------- | ---------------- | ------- | ---------------- | ---------------- | ---------------- | ---------------- | ------- | ----------------- |
| Aram Mahmoud | gra pojedyncza (m) | Christie 0-2 (8-21, 14-21) | Loh Kean Yew 0-2 (15-21, 12-21) | N\A              | 3.      | NQ               | NQ               | NQ               | NQ               | 15.     | [ 4 ] [ 5 ] [ 6 ] |

### Boks
| Zawodnik        | Konkurencja           | 1/16              | 1/8              | Ćwierćfinał      | Półfinał         | Finał            | Finał   | Źródło |
| Zawodnik        | Konkurencja           | Przeciwnik Wynik  | Przeciwnik Wynik | Przeciwnik Wynik | Przeciwnik Wynik | Przeciwnik Wynik | Miejsce | Źródło |
| --------------- | --------------------- | ----------------- | ---------------- | ---------------- | ---------------- | ---------------- | ------- | ------ |
| Wessam Salamana | waga lekka mężczyzn   | de Oliveira P 0-5 | NQ               | NQ               | NQ               | NQ               | 17.     | [ 7 ]  |
| Eldric Sella    | waga średnia mężczyzn | Cedeño P RSC      | NQ               | NQ               | NQ               | NQ               | 17.     | [ 8 ]  |

### Judo
| Zawodnik                                                                           | Konkurencja | 1/32                 | 1/16             | 1/8              | Ćwierćfinał      | Półfinał         | Repasaże         | Finał / 3.miejsce | Finał / 3.miejsce | Źródła |
| Zawodnik                                                                           | Konkurencja | Przeciwnik Wynik     | Przeciwnik Wynik | Przeciwnik Wynik | Przeciwnik Wynik | Przeciwnik Wynik | Przeciwnik Wynik | Przeciwnik Wynik  | Pozycja           | Źródła |
| ---------------------------------------------------------------------------------- | ----------- | -------------------- | ---------------- | ---------------- | ---------------- | ---------------- | ---------------- | ----------------- | ----------------- | ------ |
| Ahmad Alikaj                                                                       | -73 kg (m)  | Makhmadbekov P 00-10 | NQ               | NQ               | NQ               | NQ               | NQ               | NQ                | 32.               | [ 9 ]  |
| Popole Misenga                                                                     | -90 kg (m)  | N/A                  | Tóth P 00-10     | NQ               | NQ               | NQ               | NQ               | NQ                | 17.               | [ 10 ] |
| Dżawad Mahdżub                                                                     | +100 kg (m) | N/A                  | Frey W 01-00     | Krpálek P 00-11  | NQ               | NQ               | NQ               | NQ                | 9.                | [ 11 ] |
| Sanda Aldass                                                                       | -57 kg (k)  | N/A                  | Perišić P 00-10  | NQ               | NQ               | NQ               | NQ               | NQ                | 17.               | [ 12 ] |
| Muna Dahouk                                                                        | -63 kg (k)  | N/A                  | del Toro P 00-10 | NQ               | NQ               | NQ               | NQ               | NQ                | 17.               | [ 13 ] |
| Nigara Shaheen                                                                     | -70 kg (k)  | N/A                  | Portela P 00-10  | NQ               | NQ               | NQ               | NQ               | NQ                | 17.               | [ 14 ] |
| Ahmad Alikaj Popole Misenga Dżawad Mahdżub Sanda Aldass Muna Dahouk Nigara Shaheen | drużynowo   | N/A                  | N/A              | Niemcy · P 0-4   | NQ               | NQ               | N/A              | NQ                | 9.                | [ 15 ] |

### Kajakarstwo
| Zawodnik       | Konkurencja    | Eliminacje | Eliminacje | Ćwierćfinały | Ćwierćfinały | Półfinały | Półfinały | Finał A/B | Finał A/B | Pozycja | Źródło |
| Zawodnik       | Konkurencja    | Czas       | Pozycja    | Czas         | Pozycja      | Czas      | Pozycja   | Czas      | Pozycja   | Pozycja | Źródło |
| -------------- | -------------- | ---------- | ---------- | ------------ | ------------ | --------- | --------- | --------- | --------- | ------- | ------ |
| Saeid Fazloula | K-1 1000 m (m) | 3:52,631   | 4.         | 3:52,614     | 4.           | NQ        | NQ        | NQ        | NQ        | NQ      | [ 16 ] |

### Karate
| Zawodnik   | Konkurencja   | Eliminacje | Eliminacje | Eliminacje | Eliminacje | Eliminacje | Finał | Pozycja | Źródło |
| Zawodnik   | Konkurencja   | 1 kata     | 2 kata     | Średnia    | 3 kata     | Wynik      | Finał | Pozycja | Źródło |
| ---------- | ------------- | ---------- | ---------- | ---------- | ---------- | ---------- | ----- | ------- | ------ |
| Wael Shueb | kata mężczyzn | 23,20      | 23,40      | 23,30      | NQ         | NQ         | NQ    | 11.     | [ 17 ] |

| Zawodnik            | Konkurencja       | Faza grupowa     | Faza grupowa     | Faza grupowa     | Faza grupowa     | Faza grupowa | Półfinały        | Finał            | Finał   | Źródło                             |
| Zawodnik            | Konkurencja       | Przeciwnik Wynik | Przeciwnik Wynik | Przeciwnik Wynik | Przeciwnik Wynik | Pozycja      | Przeciwnik Wynik | Przeciwnik Wynik | Pozycja | Źródło                             |
| ------------------- | ----------------- | ---------------- | ---------------- | ---------------- | ---------------- | ------------ | ---------------- | ---------------- | ------- | ---------------------------------- |
| Hamoon Derafshipour | do 67 kg mężczyzn | Da Costa 0:4     | Madera 9:3       | Al-Masatfa 0:3   | Kalniņš 3:5      | 3.           | NQ               | NQ               | 5.      | [ 18 ] [ 19 ] [ 20 ] [ 21 ] [ 22 ] |

### Kolarstwo szosowe
| Zawodnik         | Konkurencja                    | Czas       | Pozycja | Źródło |
| ---------------- | ------------------------------ | ---------- | ------- | ------ |
| Ahmad Wais       | jazda indywidualna na czas (m) | 1:08:40,46 | 38.     | [ 23 ] |
| Masomah Ali Zada | jazda indywidualna na czas (k) | 44:04,31   | 25.     | [ 24 ] |

### Lekkoatletyka
Konkurencje biegowe
| Zawodnik                      | Konkurencja | Eliminacje | Eliminacje | Runda 1  | Runda 1 | Półfinał | Półfinał | Finał   | Finał   | Źródło |
| Zawodnik                      | Konkurencja | Wynik      | Miejsce    | Wynik    | Miejsce | Wynik    | Miejsce  | Wynik   | Miejsce | Źródło |
| ----------------------------- | ----------- | ---------- | ---------- | -------- | ------- | -------- | -------- | ------- | ------- | ------ |
| Dorian Keletela               | 100 m (m)   | 10,33      | 1.         | 10,41    | 8.      | NQ       | NQ       | NQ      | NQ      | [ 25 ] |
| James Chiengjiek              | 800 m (m)   | N/A        | N/A        | 2:02,04  | 8.      | NQ       | NQ       | NQ      | NQ      | [ 26 ] |
| Paulo Amotun Lokoro           | 1500 m (m)  | N/A        | N/A        | 3:51,78  | 13.     | NQ       | NQ       | NQ      | NQ      | [ 27 ] |
| Jamal Abdelmaji Eisa Mohammed | 5 000 m (m) | N/A        | N/A        | 13:42,98 | 13.     | N/A      | N/A      | NQ      | NQ      | [ 28 ] |
| Tachlowini Gabriyesos         | maraton (m) | N/A        | N/A        | N/A      | N/A     | N/A      | N/A      | 2:14:02 | 16.     | [ 29 ] |
| Rose Lokonyen                 | 800 m (k)   | N/A        | N/A        | 2:11,87  | 8.      | NQ       | NQ       | NQ      | NQ      | [ 30 ] |
| Anjelina Lohalith             | 1500 m (k)  | N/A        | N/A        | 4:31,65  | 14.     | NQ       | NQ       | NQ      | NQ      | [ 31 ] |

### Pływanie
| Zawodnik      | Konkurencja          | Eliminacje | Eliminacje | Półfinał | Półfinał | Finał | Finał   | Źródło |
| Zawodnik      | Konkurencja          | Czas       | Miejsce    | Czas     | Miejsce  | Czas  | Miejsce | Źródło |
| ------------- | -------------------- | ---------- | ---------- | -------- | -------- | ----- | ------- | ------ |
| Alaa Maso     | 50 m dowolnym (m)    | 23,30      | 44.        | NQ       | NQ       | NQ    | NQ      | [ 32 ] |
| Yusra Mardini | 100 m motylkowym (k) | 1:06,78    | 33.        | NQ       | NQ       | NQ    | NQ      | [ 33 ] |

### Podnoszenie ciężarów
| Zawodnik          | Konkurencja     | Rwanie | Rwanie  | Podrzut | Podrzut | Razem  | Pozycja | Źródło |
| Zawodnik          | Konkurencja     | Wynik  | Pozycja | Wynik   | Pozycja | Razem  | Pozycja | Źródło |
| ----------------- | --------------- | ------ | ------- | ------- | ------- | ------ | ------- | ------ |
| Cyrille Tchatchet | -96 kg mężczyzn | 155 kg | 13.     | 195 kg  | 10.     | 350 kg | 10.     | [ 34 ] |

### Strzelectwo
| Zawodnik     | Konkurencja              | Kwalifikacje | Kwalifikacje | Finał | Finał   | Źródło |
| Zawodnik     | Konkurencja              | Wynik        | Pozycja      | Wynik | Pozycja | Źródło |
| ------------ | ------------------------ | ------------ | ------------ | ----- | ------- | ------ |
| Luna Solomon | karabin pneumatyczny (k) | 605,9        | 50.          | NQ    | NQ      | [ 35 ] |

### Taekwondo
| Zawodnik        | Konkurencja     | 1/16             | 1/8                | Ćwierćfinał      | Półfinał         | Repesaż          | Finał/3.miejsce  | Finał/3.miejsce | Źródło |
| Zawodnik        | Konkurencja     | Przeciwnik Wynik | Przeciwnik Wynik   | Przeciwnik Wynik | Przeciwnik Wynik | Przeciwnik Wynik | Przeciwnik Wynik | Pozycja         | Źródło |
| --------------- | --------------- | ---------------- | ------------------ | ---------------- | ---------------- | ---------------- | ---------------- | --------------- | ------ |
| Abdullah Sediqi | -68 kg mężczyzn | N/A              | Zhao Shuai P 20-22 | NQ               | NQ               | NQ               | NQ               | 12.             | [ 36 ] |
| Dina Pouryounes | -49 kg kobiet   | N/A              | Wu Jingyu P3-24    | NQ               | NQ               | NQ               | NQ               | 11.             | [ 37 ] |
| Kimia Alizadeh  | -57 kg kobiet   | Kiani W 18-9     | Jones W 16-12      | Zhou Lijun W 9-8 | Minina P 3-10    | N/AQ             | İlgün P 6-8      | 5.              | [ 38 ] |

### Zapasy
| Zawodnik       | Konkurencja                    | 1/16             | 1/8              | Ćwierćfinał      | Półfinał         | Repesaż 1        | Finał            | Finał   | Źródło |
| Zawodnik       | Konkurencja                    | Przeciwnik Wynik | Przeciwnik Wynik | Przeciwnik Wynik | Przeciwnik Wynik | Przeciwnik Wynik | Przeciwnik Wynik | Pozycja | Źródło |
| -------------- | ------------------------------ | ---------------- | ---------------- | ---------------- | ---------------- | ---------------- | ---------------- | ------- | ------ |
| Aker Al Obaidi | -67 kg mężczyzn styl klasyczny | Bye              | Nasr W 8-0       | Zoidze P 0-10    | NQ               | NQ               | NQ               | 8.      | [ 39 ] |